# Estación de Aldwych
La estación de Aldwych es una estación fantasma del Subterráneo de Londres, perteneciente a la Piccadilly Line. Está rodeada en cada lado por los edificios del King's College London. Era la estación terminal de un ramal corto que partía de la estación Holborn, que cerró el 30 de septiembre de 1994. Su interior (que se encuentra bien preservado) ha servido de localización para varias filmaciones de películas, videos musicales y series de televisión.
La estación de metro de Aldwych no debe ser confundida con la estación de tranvía de Aldwych, que era una parada del tranvía subterráneo de Kingsway.

## Historia
La estación fue construida en el sitio del Royal Strand Theatre, y fue creada con tal de ser el terminal sur de la Great Northern and Strand Railway (GN&SR), que corría desde Finsbury Park por el norte, bajo la estación de King's Cross, hacia un punto cerca de The Strand. Durante aquello, la GN&SR fue fusionada con otras líneas propuestas para formar la Great Northern, Piccadilly and Brompton Railway (actualmente conocida como la Piccadilly Line), y la sección hacia Strand se convirtió en un ramal.

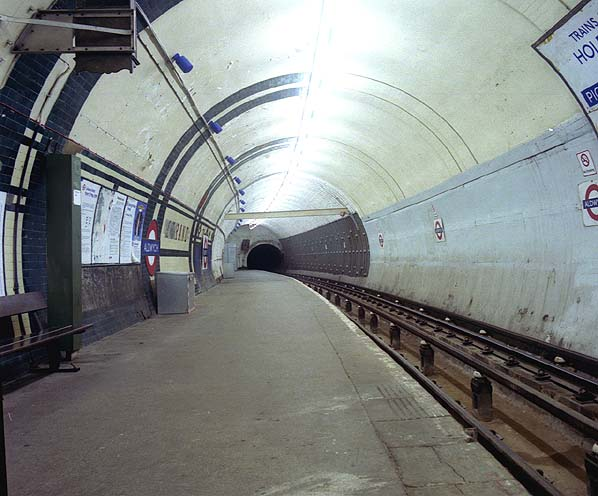
El andén de la estación Aldwych en su último día de funcionamiento en 1994.

La estación abrió como estación de Strand el 30 de noviembre de 1907, y era servido sólo que iba y venía de Holborn, excepto por un servicio de trasnoche que iba a través de Finsbury Park para beneficio de los asistentes al teatro. Esto se fue suprimiendo en 1908, y en 1912 el servicio entre Strand y Finsbury Park (y viceversa) se redujo de dos trenes a sólo uno. El ramal se convirtió oficialmente en una sola vía en 1918.
La estación fue renombrada como "Aldwych" en 1917 dado que el nombre Strand fue dado a la que luego sería la parte de la Estación de Charing Cross correspondiente a la Northern Line. Un servicio de ida y vuelta entre 2 estaciones continuó hacia Aldwych hasta 1940, cuando el ramal fue cerrado y la plataforma de la estación fue usada como un búnker antiaéreo. El servicio fue restituido en 1946 y continuó hasta el 30 de septiembre de 1994, cuando el costo del reemplazo de ascensores fue considerado elevado, y el ramal fue cerrado.
A lo largo de los años la estación ha sido un lugar popular para las compañías de cine y televisión que buscan filmar en el Subterráneo de Londres. Como el ramal está íntegro y cerrado los fines de semana, sus dependencias pueden quedar a disposición de equipos de filmación, para los cuales el trabajo resulta más fácil que en otros sectores aún activos del ferrocarril subterráneo.

## Apariciones en películas y programas de televisión
Muchas películas y producciones televisivas han sido grabadas en la estación de Aldwych.
Además, la estación de Aldwych aparece como un nivel en el videojuego Tomb Raider III.
El frontis de la estación también fue utilizada como la 'locación base' de la serie de documentales de BBC Three, titulado Spy.
Los túneles de Aldwych también fueron utilizados en el video musical de la canción Firestarter de The Prodigy.